# Georges Delnon

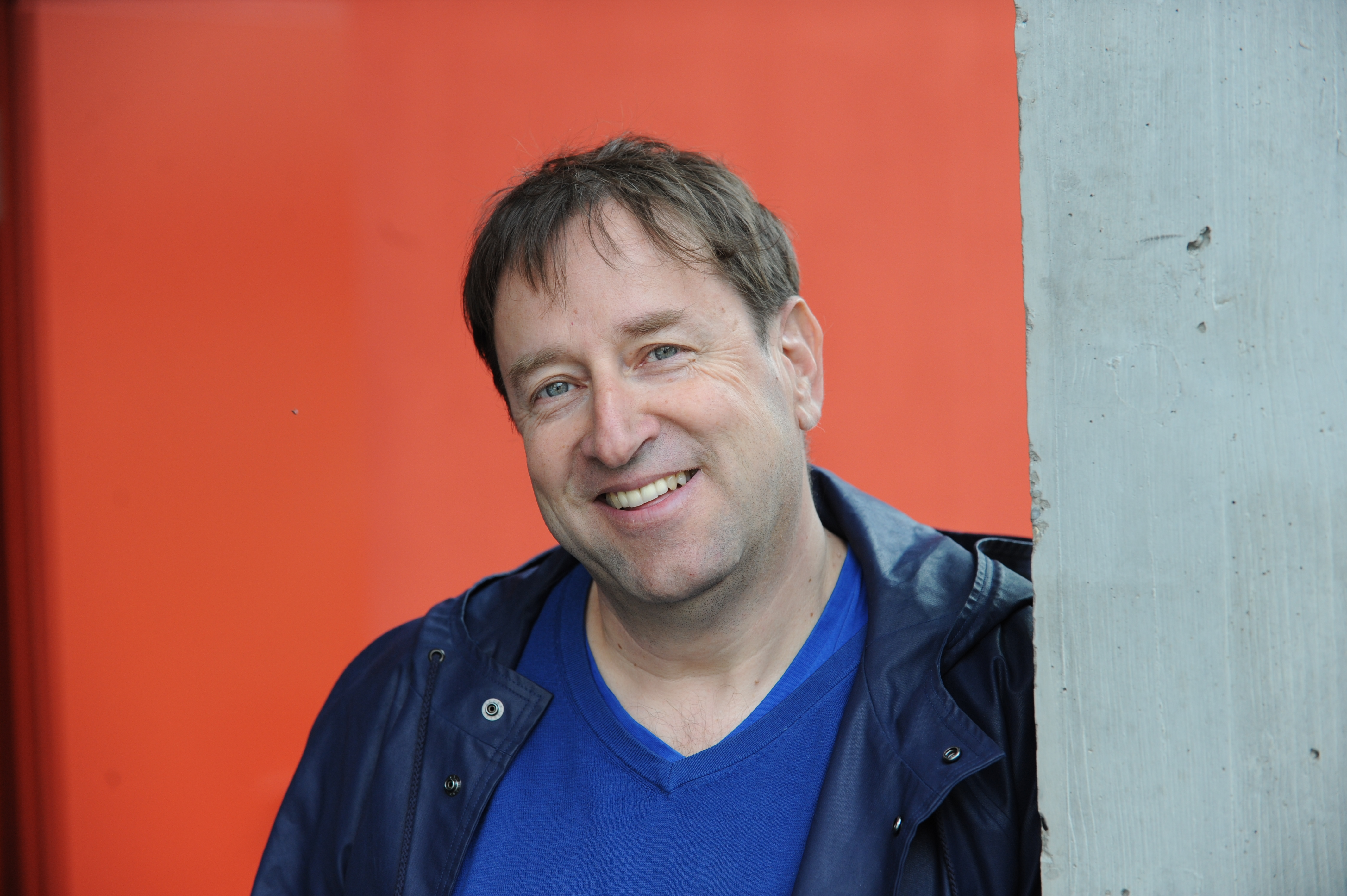
Georges Delnon (2014)

Georges Delnon (* 20. März 1958 in Zürich) ist ein Schweizer Regisseur, Theaterintendant und Hochschullehrer. Von 2006 bis 2015 leitete er das Theater Basel und ist seit der Spielzeit 2015/16 Opernintendant der Hamburgischen Staatsoper.

## Leben
Delnon, Sohn von Juliette Bise, einer Opernsängerin und Gesangspädagogin, wuchs in Bern auf. Nach dem Studium der Kunstgeschichte und der Musikwissenschaften an den Universitäten Bern und Fribourg sowie der Komposition am Konservatorium Bern entstanden erste Opern- und Schauspiel-Regiearbeiten in Bern, Biel und Luzern. Schwerpunkt seiner Regietätigkeit sind Uraufführungen von Musiktheater wie 22.13 von Mark Andre (Münchener Biennale/Festival d’Automne à Paris/Opéra National de Paris), Hellhörig von Carola Bauckholt (Münchener Biennale/Theater Basel), Der Alte vom Berge von Bernhard Lang (Schwetzinger SWR Festspiele/Theater Basel) oder 3 Frauen von Wolfgang Rihm (Theater Basel).
Als Hochschullehrer begann Delnon mit Lehraufträgen an der Folkwang-Hochschule, später in Frankfurt am Main, Montepulciano und Basel. Ab 2002 erhielt er eine Professur für Szenische Arbeit an der Hochschule für Musik Mainz. 2014 war er als Gastdozent an der Universität Zürich tätig.
Als Intendant begann er seine Karriere  am Theater Koblenz (1996 bis 1999); es folgten das Staatstheater Mainz (bis 2006) und das Theater Basel (bis 2015). Das Theater Basel wurde unter seiner Leitung zweimal von der Kritikerumfrage der Opernwelt zum «Opernhaus des Jahres» gewählt (2009 und 2010). Von 2009 bis 2016 war er zudem Künstlerischer Leiter des Musiktheaters der Schwetzinger SWR-Festspiele (2009 und 2016 Uraufführung des Jahres).
Seit 2015 ist Delnon Intendant der Staatsoper Hamburg.

## Auszeichnungen und Ehrungen
2003 wurde Delnon zum Ehrenprofessor der Johannes Gutenberg-Universität Mainz ernannt und erhielt den Verdienstorden des Landes Rheinland-Pfalz. 2015 erhielt Georges Delnon den Ehren Pin der Stadt Basel. Seit 2002 ist Delnon Mitglied der Akademie der Darstellenden Künste.

## Inszenierungen (Auswahl)
- Carmen und Die Fledermaus in Frankfurt am Main
- Dido and Aeneas in Toulouse
- The Rape of Lucretia in Düsseldorf und Basel
- La traviata, Madama Butterfly und Die Liebe zu den drei Orangen in Dortmund
- Fräulein Julie in Essen
- La Griselda (Vivaldi) in Genf
- Der junge Lord (Henze), Maria Stuarda und Ezio (Händelfestspiele) in Karlsruhe
- Parsifal, Jenůfa und Medea in Saarbrücken am Saarländischen Staatstheater
- Die schwarze Spinne (Sutermeister), Das Lachen der Schafe (Demierre) und König für einen Tag (Grünauer) in Luzern
- Hoffmanns Erzählungen in Hannover
- Carmen, Lulu, Saul, die Uraufführung G von G. Bryars und Don Giovanni in Mainz
- Ubu Rex für das Teatro Colón in Buenos Aires
- Juditha triumphans von Vivaldi für das Festival Schloss Rheinsberg
- die Uraufführung 22,13 von Mark André für die Münchener Biennale, Mainz und das Festival d’Automne à Paris/Opéra National de Paris
- Il figlio delle selve, die Uraufführung von Fredrik Zellers Zaubern und Proserpina von Krauss an den Schwetzinger Festspielen
- Hellhörig (Uraufführung) von Carola Bauckholt für die Münchener Biennale
- Drei Frauen (Uraufführung) von Wolfgang Rihm am Theater Basel
- Erzittre feiger Bösewicht, Kinderoper nach Musik von Wolfgang Amadeus Mozart an der Hamburgischen Staatsoper und am Grand Theatre (Shanghai)
- La voix humaine, Hamburgische Staatsoper

## Filmografie
- Als Regisseur
  - Aida am Rhein für das Schweizer Fernsehen und 3sat (2010)
  - Re:igen, Musikfilm Koproduktion ZKM/SWR (2014)

- Als Darsteller
  - in Edgar Reitz’ Verfilmung Heimat 3 (2004)
  - im Hunkeler – Krimi Hunkeler und die Augen des Ödipus (SRF 2012).

- Als Produzent
  - Pierrot Lunnaire (2020)
  - Weisse Rose, Arte (2021)

## Schriften
- Beitrag in Elke Heidenreichs Buch Ein Traum von Musik
- Beitrag in Unsere Schweiz von Matthias Zehnder